# Convento dos Capuchos (Sintra)

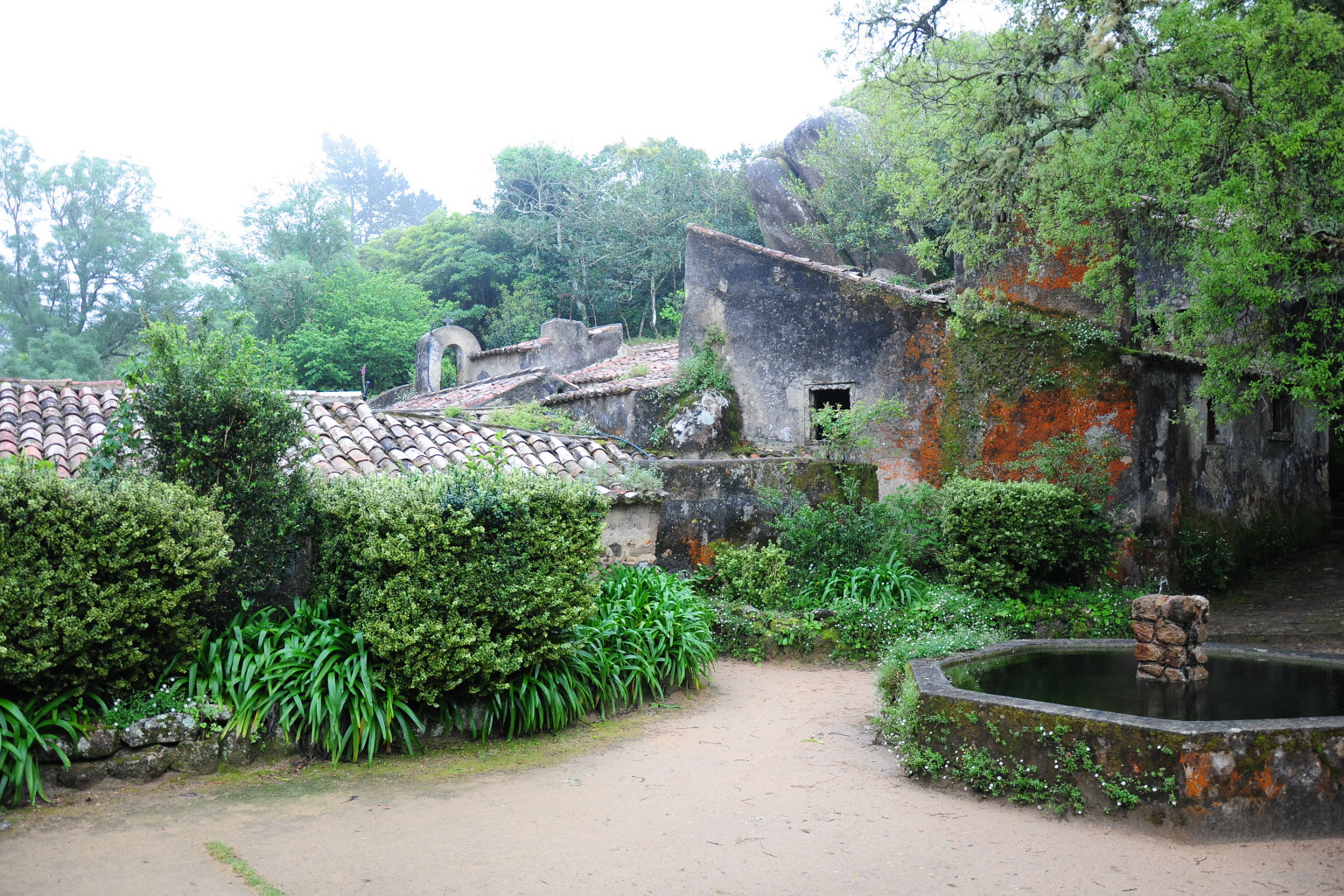
Vista geral do Convento dos Capuchos.

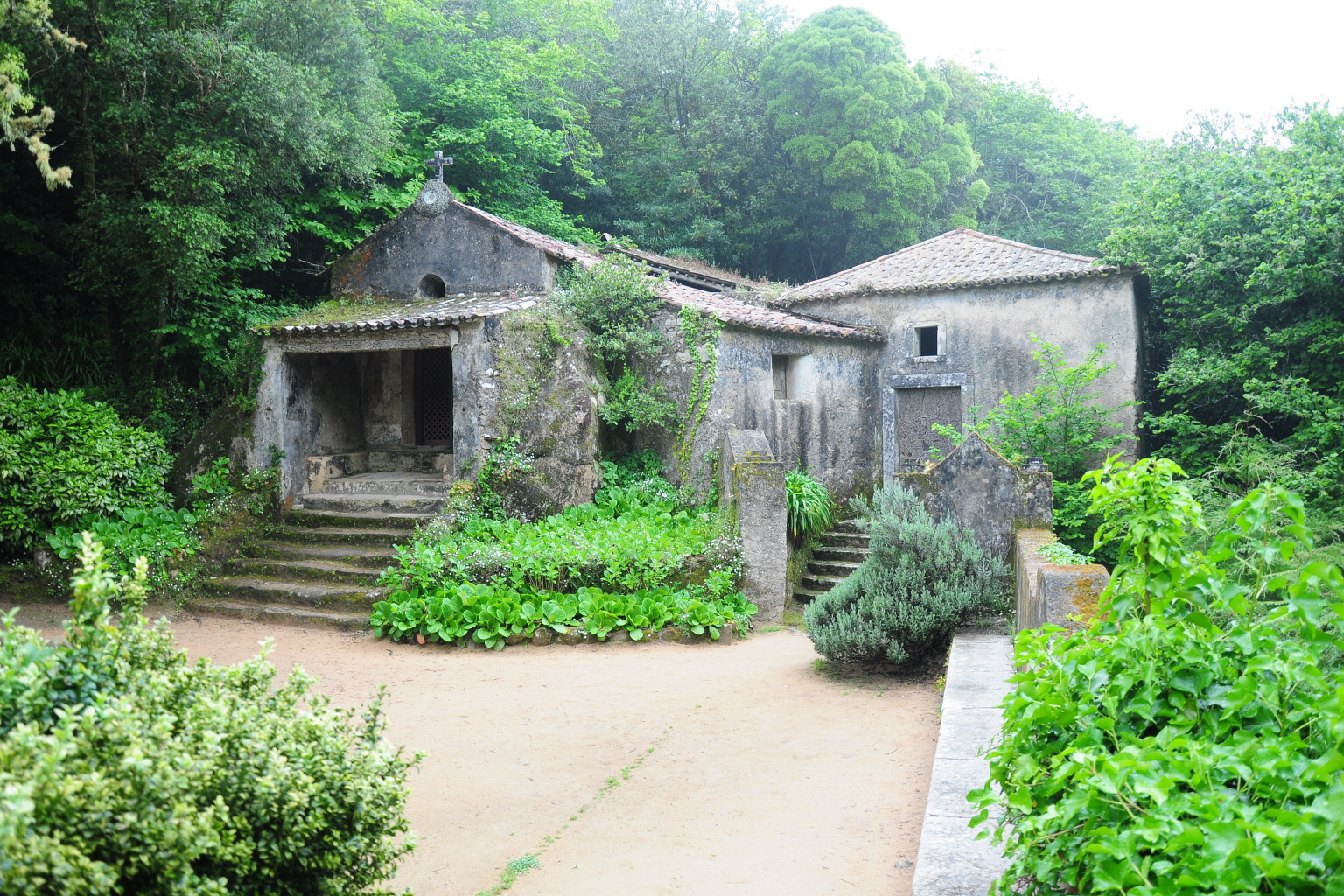
A capela do Convento dos Capuchos.

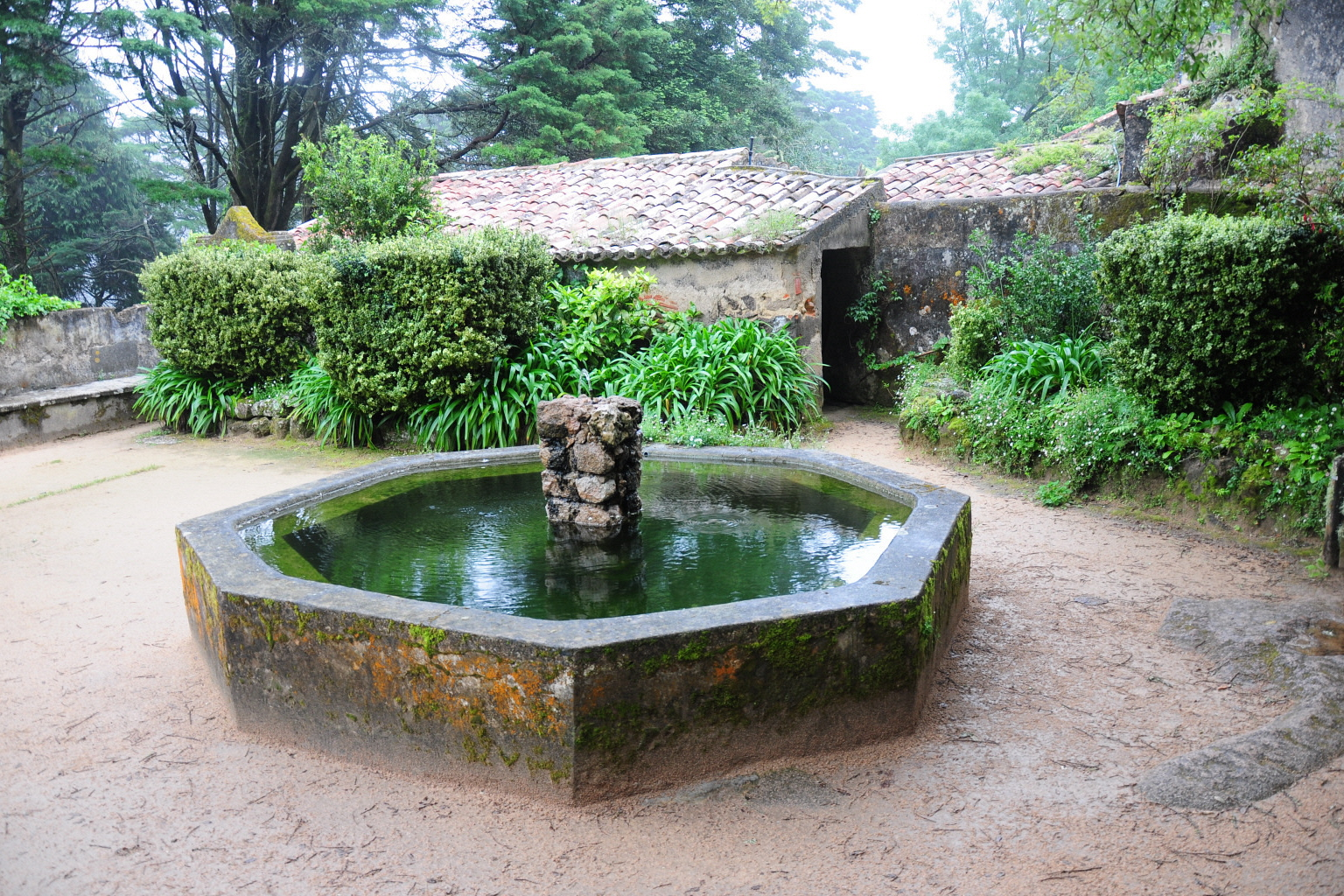
O claustro do Convento dos Capuchos.

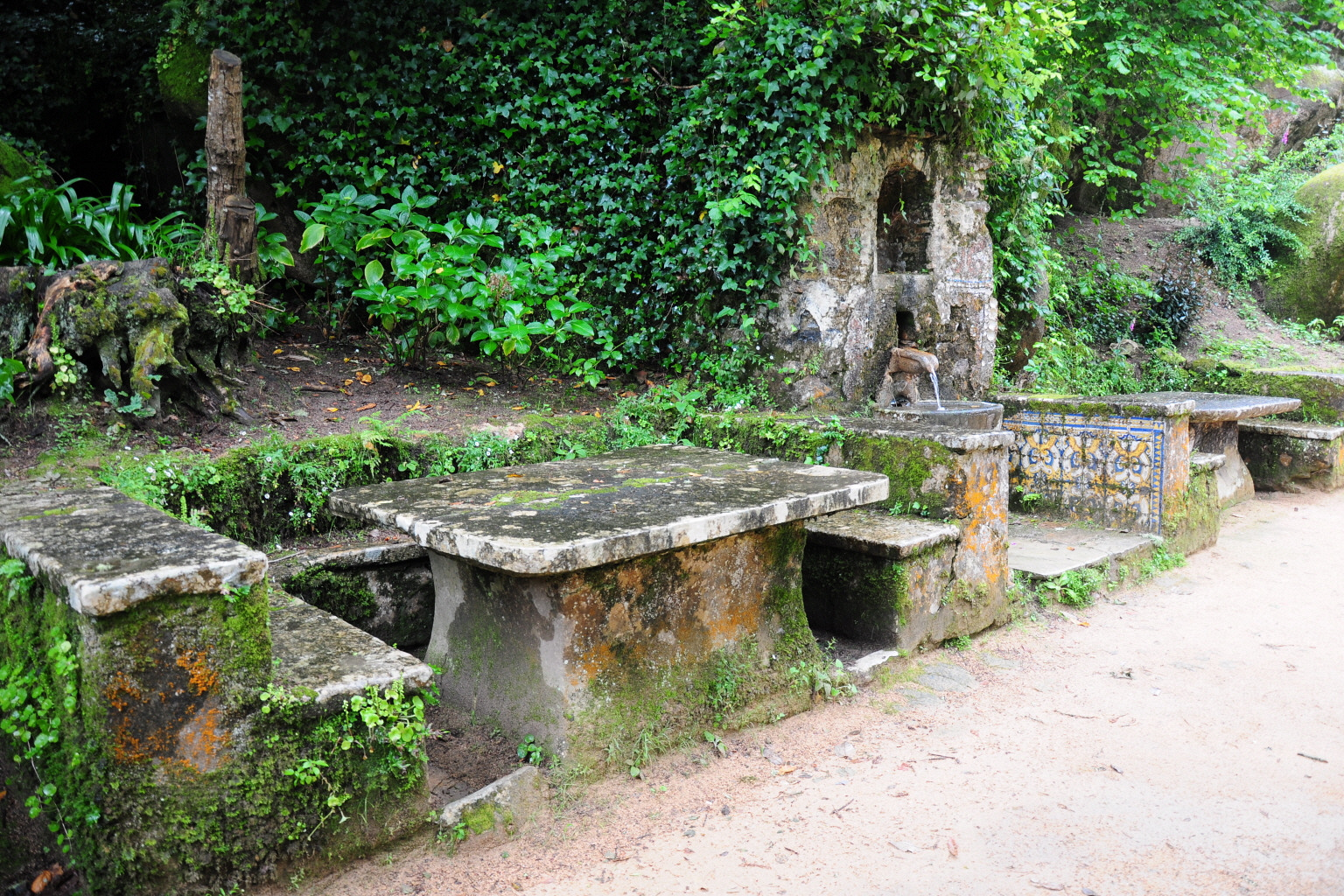
Fonte e mesas no exterior do Convento.

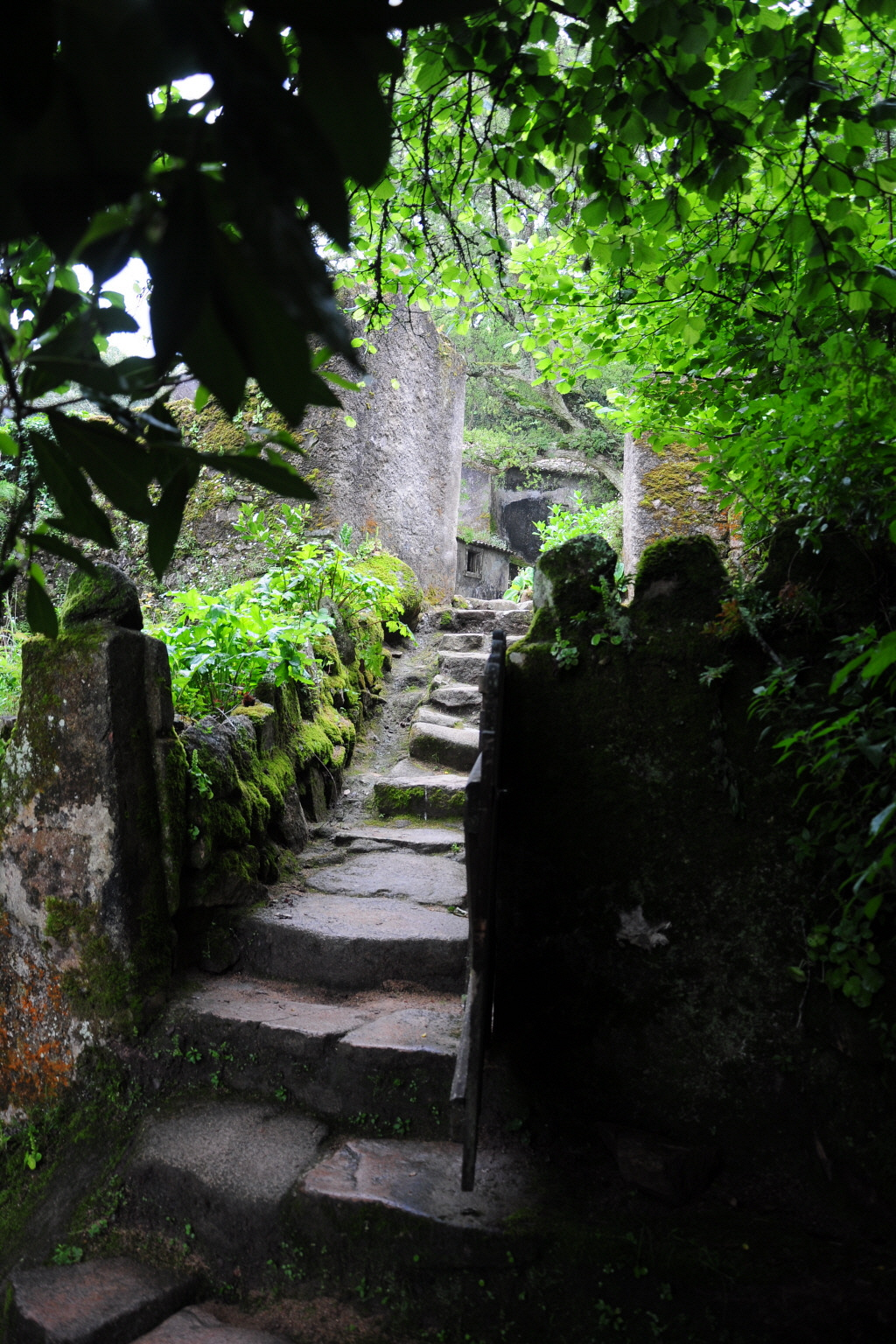
Escadinhas de acesso ao Convento.

O Convento dos Capuchos, designava-se Convento da Santa Cruz, é um antigo convento da Ordem de São Francisco que fica localizado na Serra de Sintra, na freguesia de Colares, município de Sintra, distrito de Lisboa, Portugal.
Foi fundado no século XVI, para religiosos franciscanos da Estrita Observância.
O Convento dos Capuchos está classificado como Imóvel de Interesse Público desde 1948.

## História
De acordo com a lenda, durante uma caçada na serra de Sintra, quando em perseguição a um veado, o 4º vice-rei da Índia, D. João de Castro, se terá perdido vindo a adormecer de cansaço debaixo de um penedo. Em sonho, ter-lhe-á sido revelada então a necessidade de se erigir um templo cristão naquele local.
Vindo a falecer mais tarde (1548), sem que tivesse tido oportunidade de cumprir essa obrigação, transmitiu-a ao filho. Desse modo, um convento de frades franciscanos da mais estrita observância da Província da Arrábida foi fundado em 1560 por D. Álvaro de Castro, Conselheiro de Estado de Sebastião I de Portugal e administrador da Fazenda.
A primitiva comunidade era composta por oito frades, sendo o mais conhecido Frei Honório que, de acordo com a lenda, viveu até perto dos 100 anos de idade, apesar de ter passado as últimas três décadas da sua vida a cumprir penitência habitando uma pequena gruta dentro da cerca do convento.
Com a extinção das ordens religiosas masculinas no país (1834), a comunidade de franciscanos foi expropriada e viu-se obrigada a abandonar as dependências do convento. Posteriormente, ainda no século XIX, o espaço foi adquirido por Francis Cook, 1.º visconde de Monserrate.
Em 1949 o imóvel foi adquirido pelo Estado Português, tendo chegado ao final do século XX em precário estado de conservação. A partir de 2000 passou à responsabilidade da empresa "Parques de Sintra, Monte da Lua, S.A.", que tem como um dos objectivos centrais da sua actividade a recuperação do espaço.
Em 2011 foi lançado o filme Deste Lado da Ressurreição, de Joaquim Sapinho, filmado no interior do convento.
Encontra-se aberto a visitas, estando simultaneamente a decorrer obras de restauro nos caminhos e Cerca Conventual.

## Linguagem arquitectónica
Construído no século XVI, na vertente norte da serra de Sintra, o pequeno convento era um ermitério pois foi edificado em lugar ermo.
A sua arquitectura é de carácter vernacular, sendo da autoria de frei Pedro de Antória, religioso franciscano que entre grandes penedos da serra, fez acomodar as várias dependências conventuais.
Devido à humidade do lugar, as várias dependências conventuais eram totalmente revestidas a cortiça, material usado ainda hoje na construção pois contribui para isolar termicamente as habitações.
A sua linguagem arquitectónica é 'humilde e abreviada', tendo materializado a Estrita Observância, para a qual o convento foi fundado.
Na cerca do convento, o Cardeal D. Henrique mandou edificar uma pequena ermida, para nela dizer missa.

### Cronologia[3]
- 1560 - O convento é mandado erguer por D. Álvaro de Castro;
- 1834 - Extinção das Ordens Religiosas em Portugal;
- 1873 - Aquisição pela família Cook;
- 1949 - Aquisição pelo Estado Português;
- 1995 - a serra de Sintra, onde se localiza o Convento dos Capuchos, é classificada pela UNESCO como Paisagem Cultural, Património da Humanidade.

## Características
A pobreza foi levada ao extremo na construção deste convento. O conjunto edificado possui uma área relativamente reduzida e várias das suas celas têm portas revestidas a cortiça com altura inferior à de um homem, de modo a induzir a genuflexão. Os elementos decorativos são também escassos, tendo sido mantidos ao mínimo. No antigo refeitório deste convento os franciscanos comiam sentados no chão, e nele ainda existe uma grande laje de pedra que lhes servia de mesa, pedra essa oferecida pelo cardeal-rei D.Henrique.
Após uma vista ao convento em 1581, Filipe I de Portugal terá comentado: "De todos os meus reinos, há dois lugares que muito estimo, o Escorial por tão rico e o Convento de Santa Cruz por tão pobre".

## Galeria

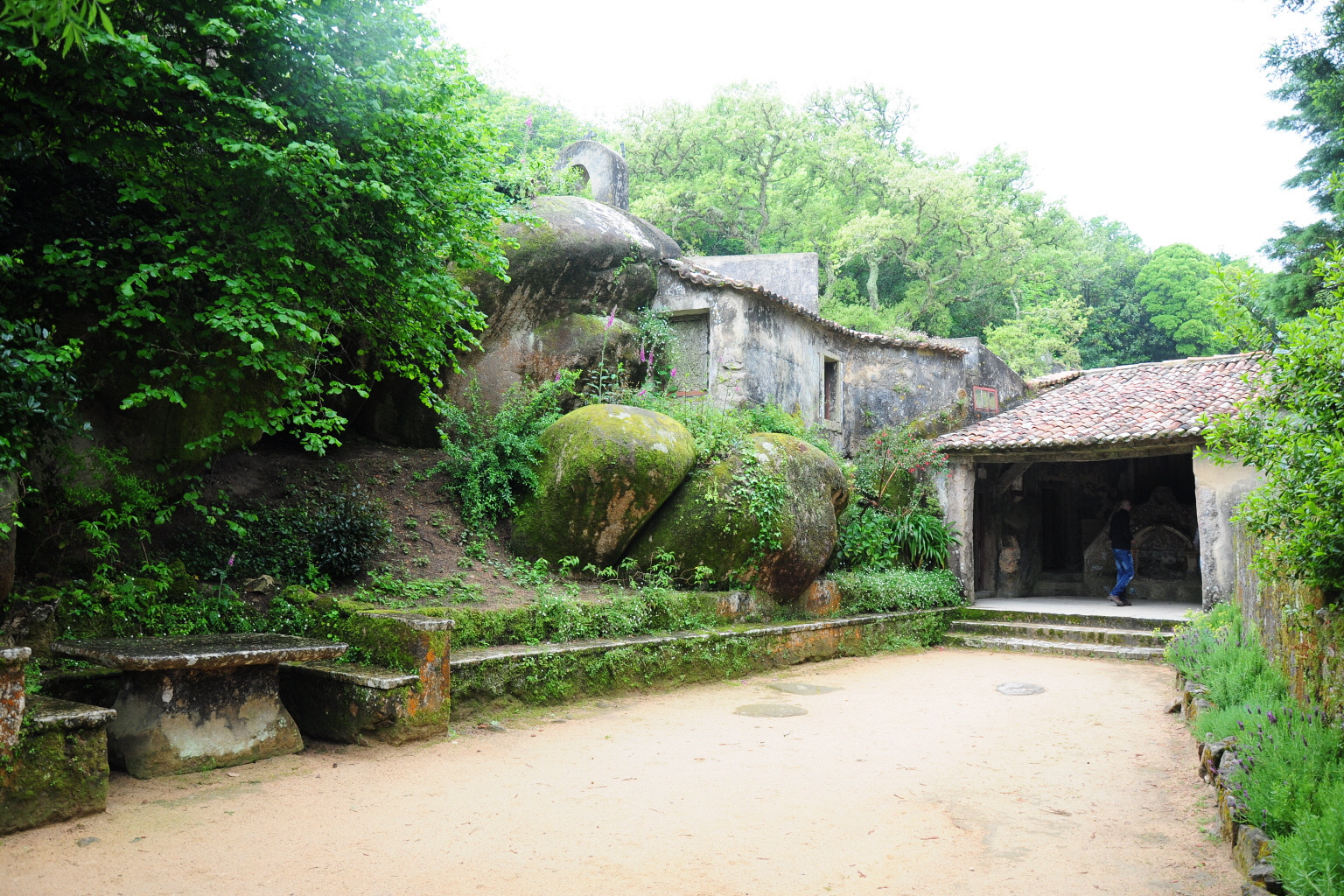
Portaria
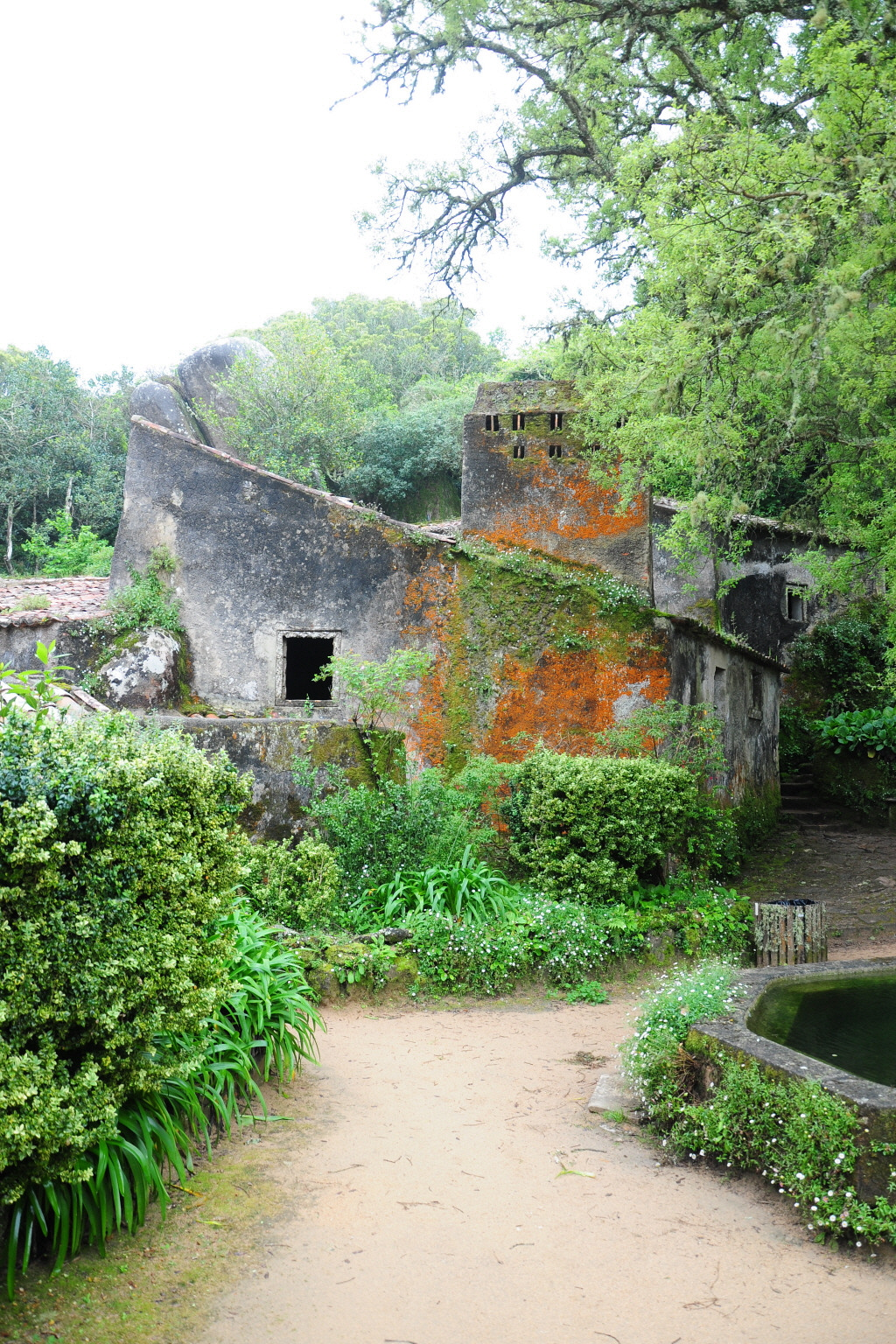
Claustro
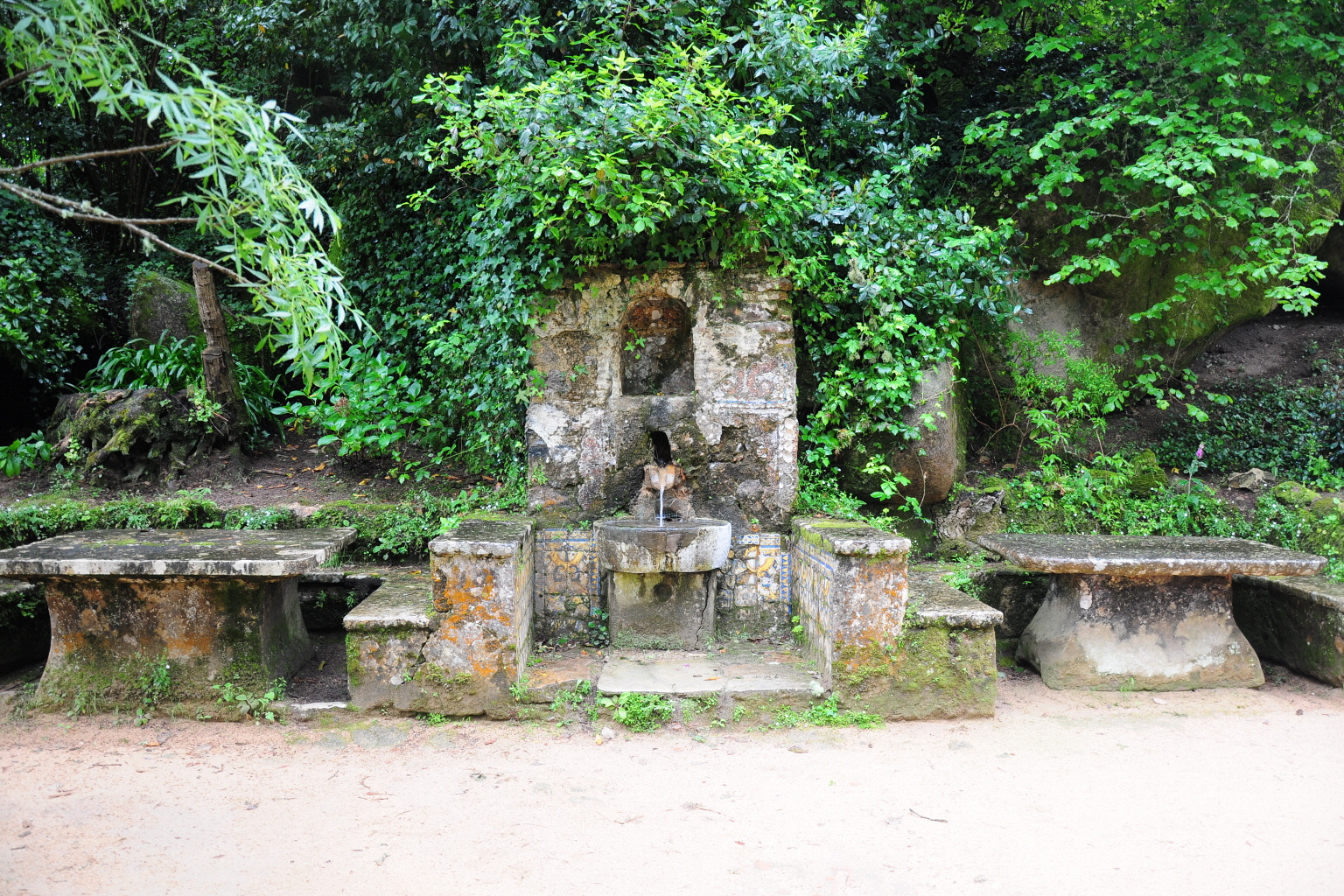
Fontanário
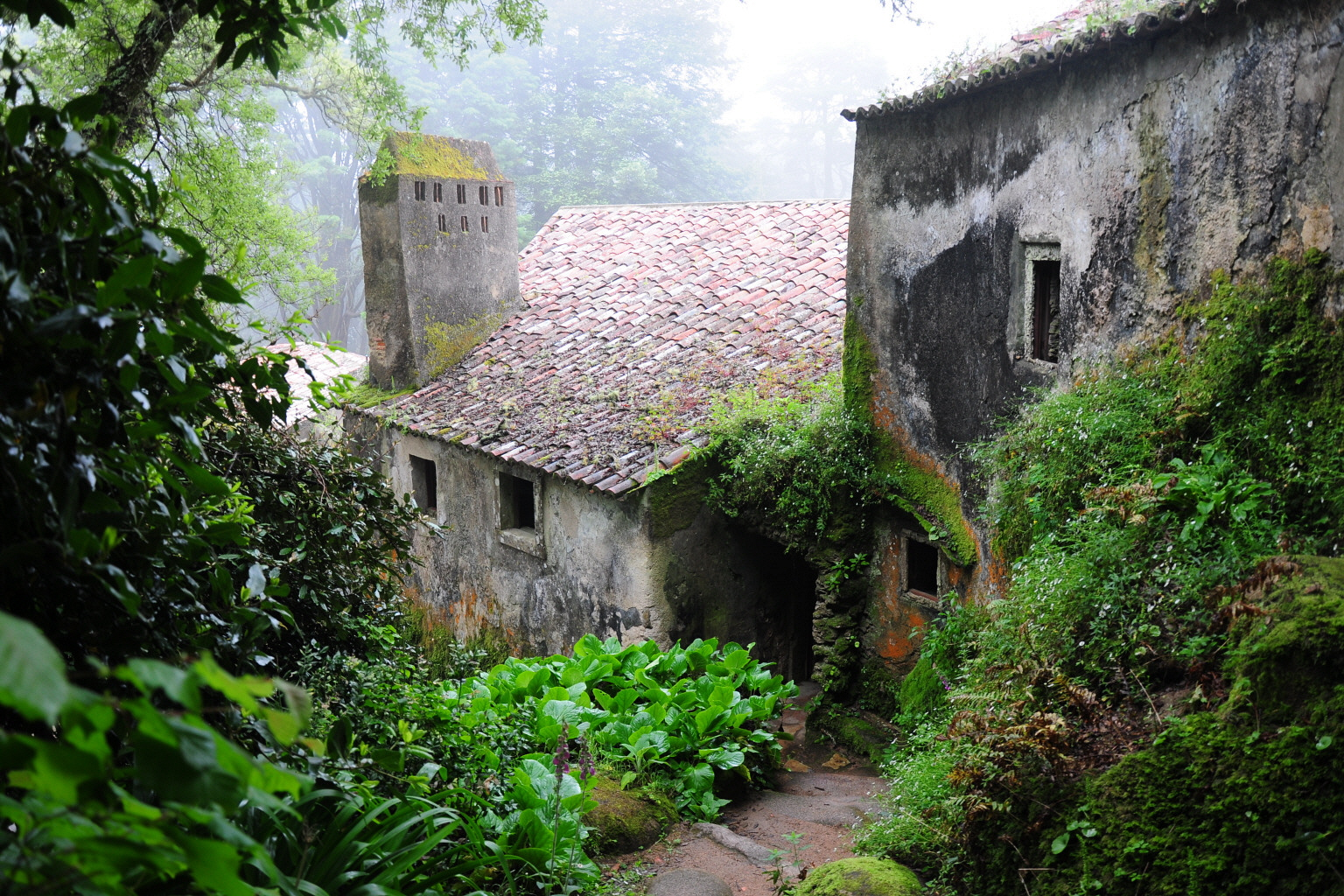
Vista exterior
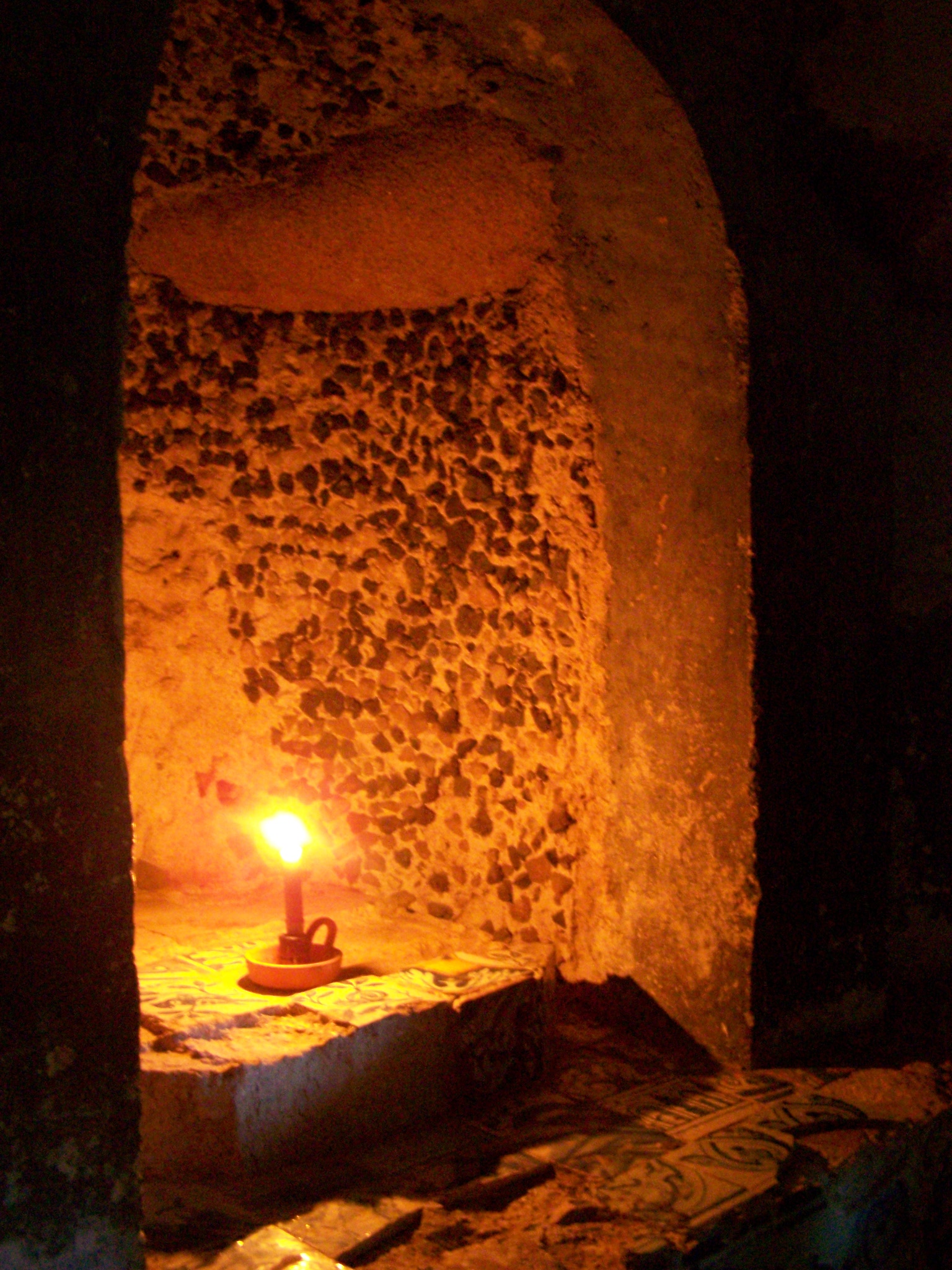
A Sala do Capítulo
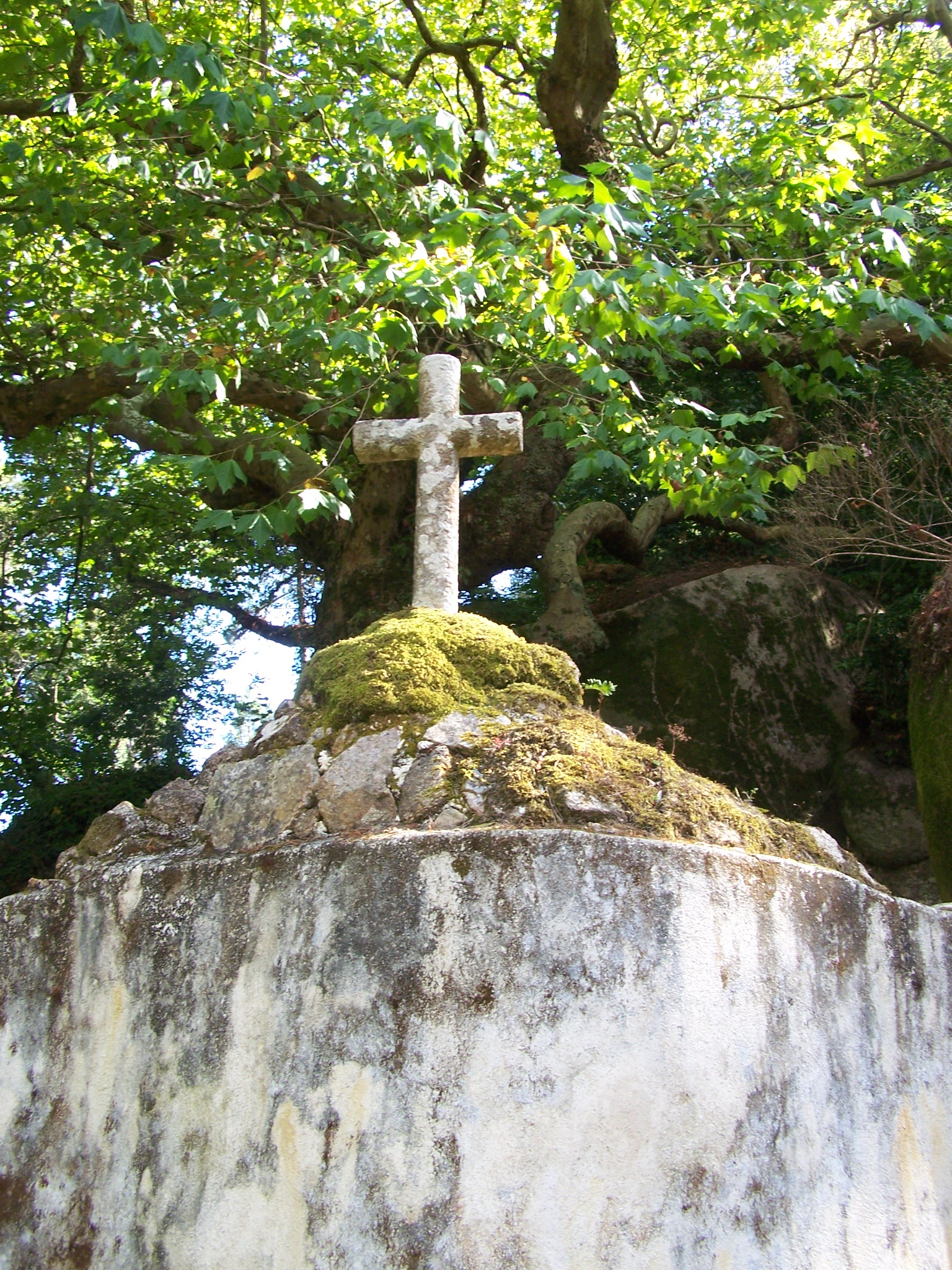
Terreiro das cruzes
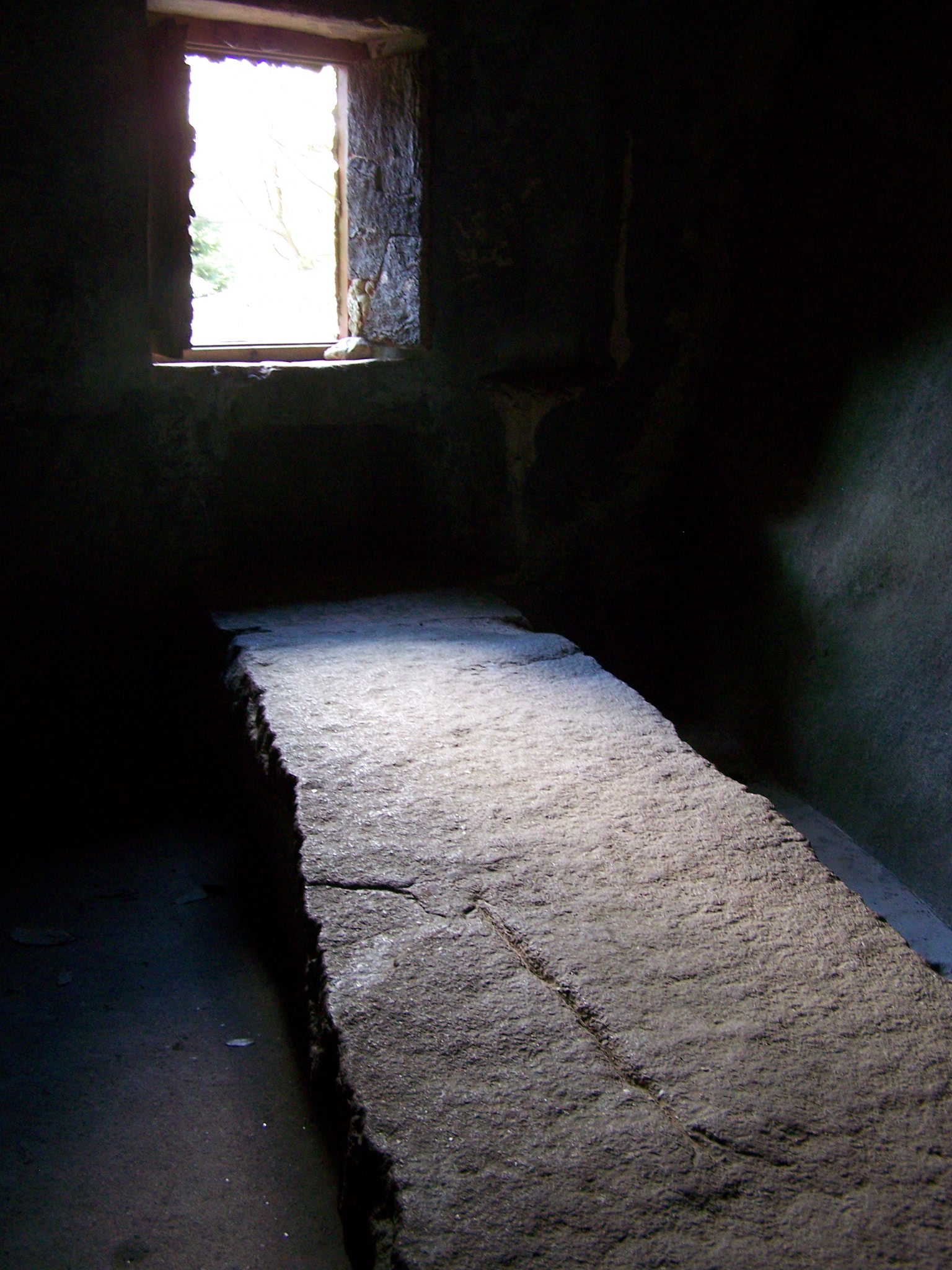
Refeitório
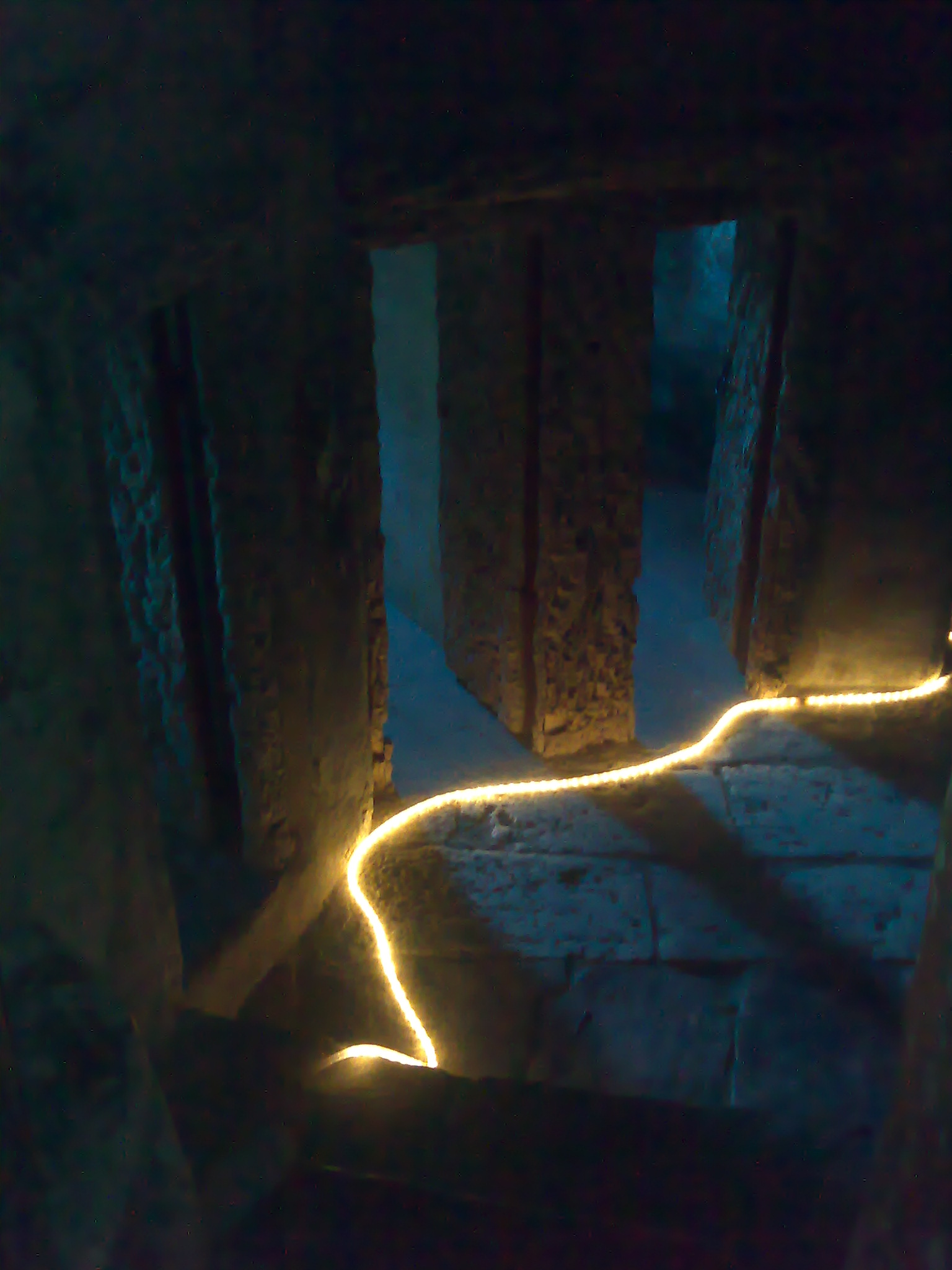
Vista interior, entrada para três celas
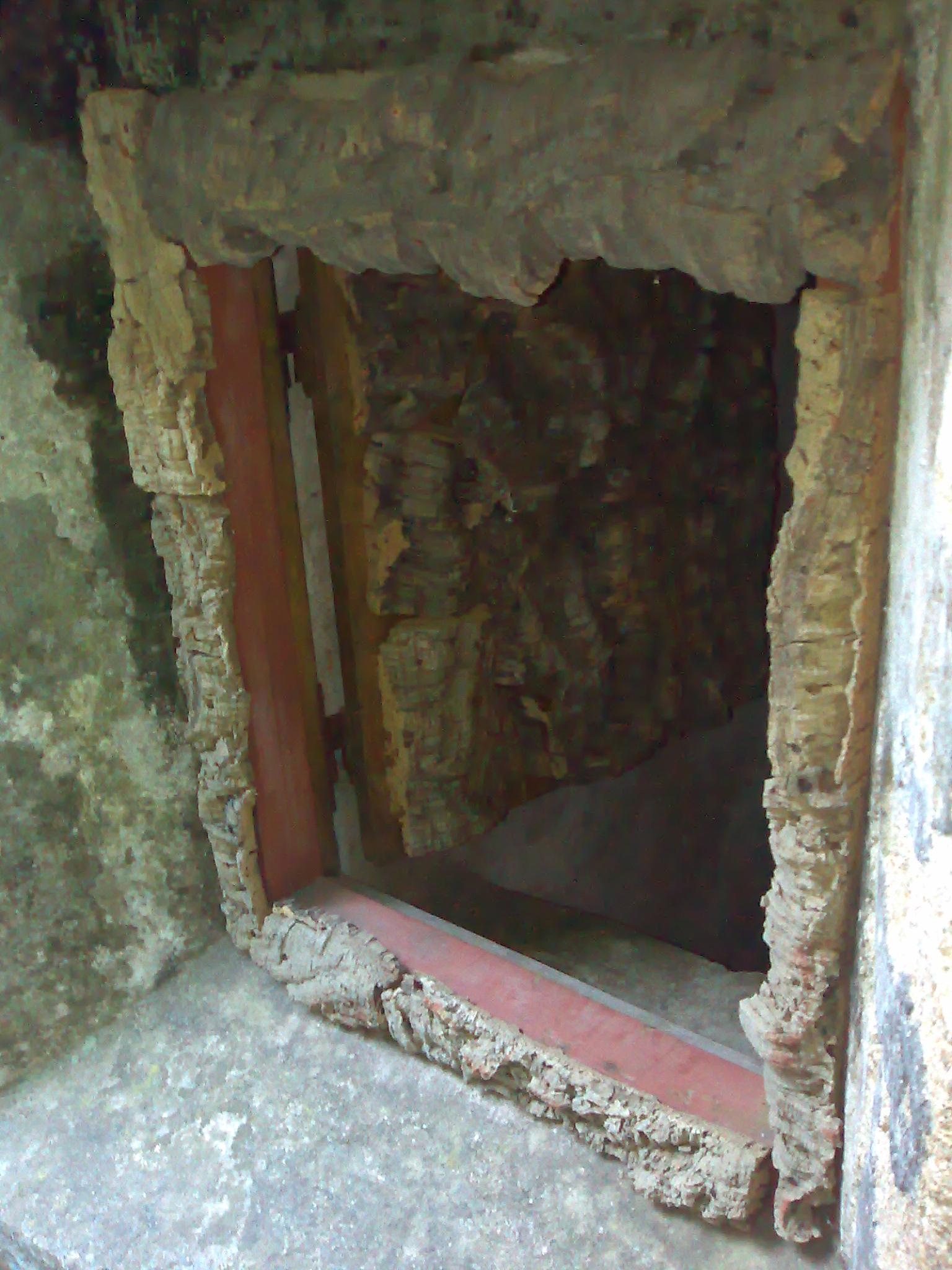
Típica janela com acabamento em cortiça
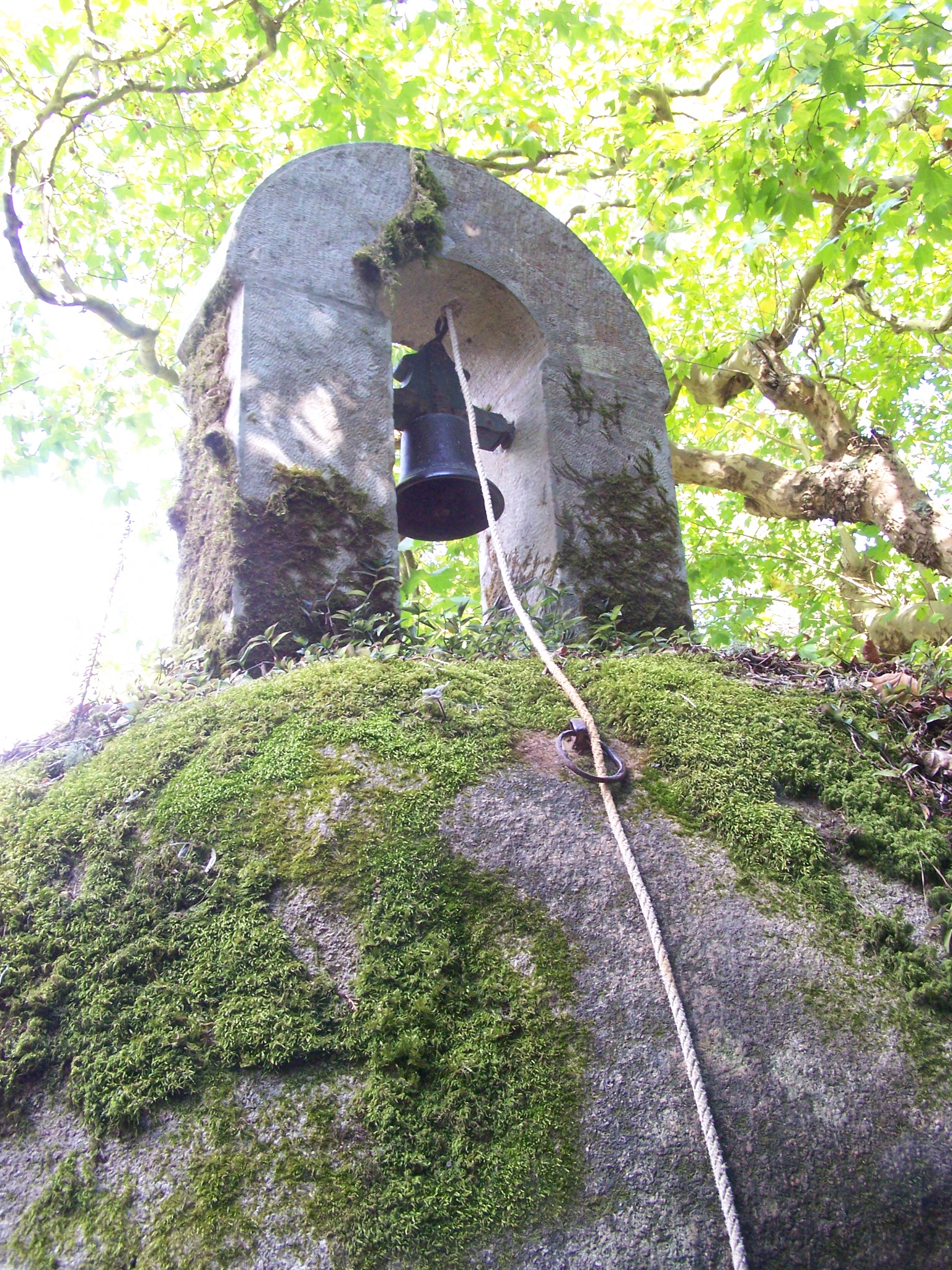
Terreiro do sino
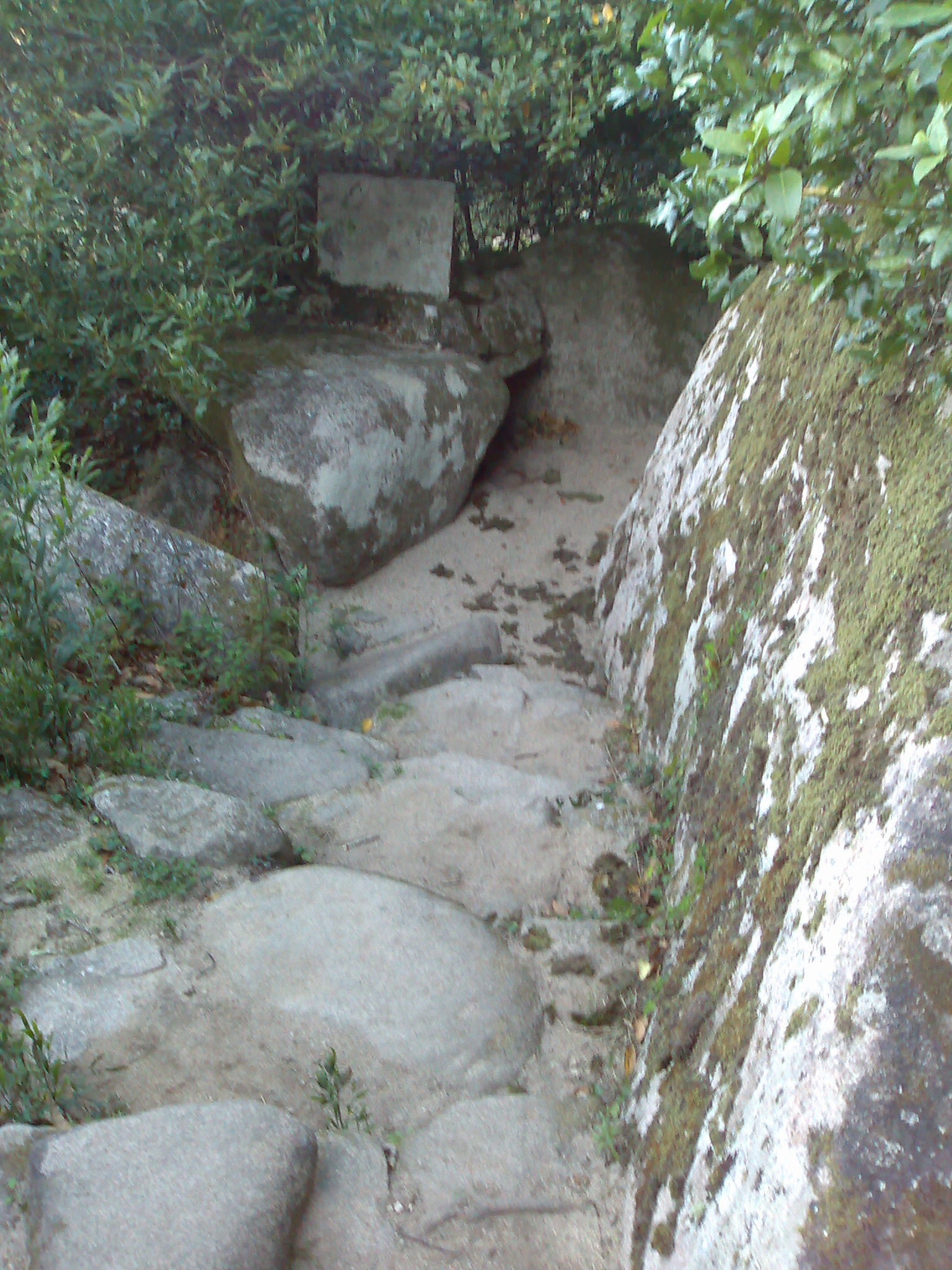
Cova de Frei Honório
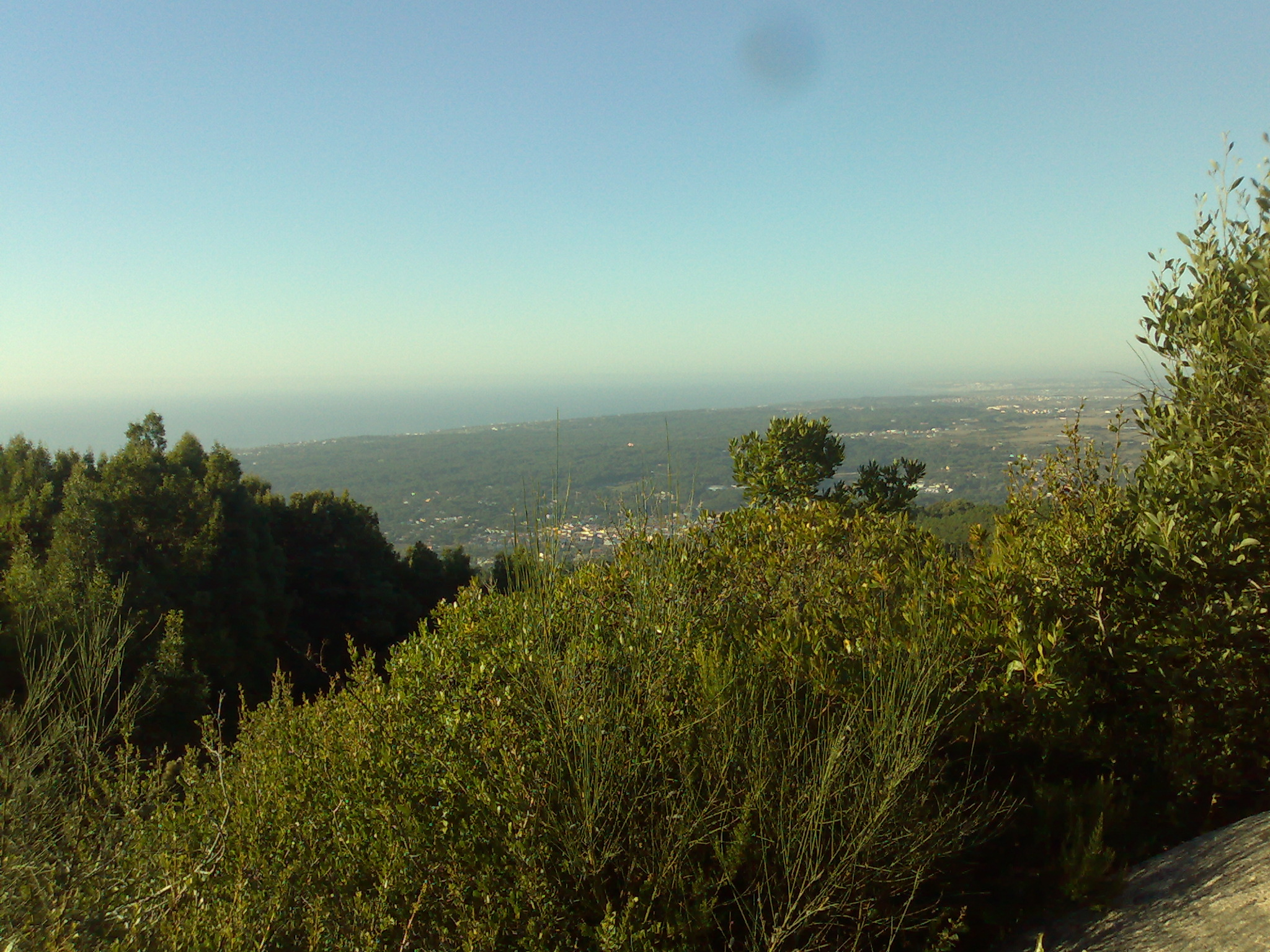
Vista panorâmica a partir do miradouro